# Comecon
Rådet för ömsesidigt ekonomiskt bistånd, (SEV, även förkortat Comecon eller CMEA) var ett organ för ekonomiskt samarbete mellan främst de kommunistiskt styrda länderna i Östeuropa, men inkluderade även stater i tredje världen.

## Historia
Samarbetet inom Comecon inleddes 1949, på initiativ av Sovjetunionen, som en motsvarighet till västländernas OEEC (OECD) och Marshallplanen, och pågick fram till 1991, då de flesta medlemsländerna hade bytt politiskt och ekonomiskt system. Rådets huvuduppgift var att samordna medlemsländernas femårsplanering men fungerade också som en paraplyorganisation för handel mellan medlemsländerna samt styrde arbetsfördelning och inriktning för industrin i länderna. Rådets sekretariat var beläget i Moskva.
Rumänien följde inte alltid riktlinjerna utan valde att samarbeta med väst inom exempelvis biltillverkning och passagerarflygplan, dock tillverkade man även mindre flygplan och helikoptrar. Jugoslavien hade aldrig fullt medlemskap utan var endast associerad medlem.

## Medlemsstater
Från 1949:
- Bulgarien
- Tjeckoslovakien
- Ungern
- Polen
- Rumänien
- Sovjetunionen
- Albanien (Avbröt aktivt deltagande 1961, avslutade medlemskap formellt 1987)

Från 1950:
- Östtyskland

Från 1962:
- Mongoliet

Från 1972:
- Kuba

Från 1978:
- Vietnam

### Observatörsstater
Från 1964:
- Jugoslavien

Från 1973:
- Finland

Från 1975:
- Irak[3]
- Mexiko

Från 1984:
- Nicaragua

Från 1986:
- Afghanistan
- Etiopien
- Angola
- Moçambique
- Laos
- Sydjemen